# كسر التناظر

تقع الكرة في البداية على قمة التل المركزي (C). هذا الموضع هو توازن غير مستقر: يؤدي اضطراب صغير جدًا إلى سقوطه في إحدى الآبار الثابتة المستقرة (L) أو (R). حتى إذا كان التل متناظراً ولا يوجد أي سبب لسقوط الكرة على أي من الجانبين، فإن الحالة النهائية المرصودة ليست متناظرة

في الفيزياء، كسر التناظر هو ظاهرة تحدث فيها تموجات صغيرة (متناهية في الصغر) تعمل على نظام يعبر نقطة حرجة تحدد مصير النظام، من خلال تحديد أي فرع يتم أخذها من نظرية التشعب. إلى مراقب خارجي غير مدرك للتذبذبات (أو "ضجيج حراري)، سيظهر الاختيار التعسفي. وتسمى هذه العملية "كسر" التناظر، لأن مثل هذه التحولات عادة ما تجلب النظام من حالة متناظرة ولكنها عشوائية إلى حالة محددة أو أكثر. ويعتقد أن كسر التناظر يلعب دورا رئيسيا في تشكيل النمط.
في عام 1972، استخدم، الحائز على جائزة نوبل، فيليب أندرسون فكرة كسر التناظر لإظهار بعض الاختزالية في ورقته بعنوان «مختلفة أكثر» في العلم.
يمكن تمييز كسر التناظر إلى نوعين، كسر التناظر الصريح و كسر التناظر التلقائي، والذي يميز ما إذا كانت معادلات الحركة تفشل في أن تكون ثابتة أم أن حالة الفراغ لا تكون ثابتة.

## كسر التناظر الصريح
في كسر التناظر الصريح، تكون معادلات الحركة التي تصف النظام مختلفة تحت كسر التناظر.

## كسر التناظر التلقائي
في كسر التناظر التلقائي، معادلات الحركة من النظام ثابتة، ولكن النظام لا بسبب الخلفية (الزمكان) من النظام، فراغ، غير ثابتة. مثل كسر التناظر الباراميتري بواسطة التحول الطوري. حالة خاصة من هذا النوع من كسر التناظر هي كسر التناظر التلقائي.